# Доходный дом Р. А. Дидерихса
Доходный дом Р. А. Дидерихса — памятник архитектуры. Расположен в Петроградском районе Санкт-Петербурга, современный адрес дома — Большой проспект Петроградской стороны, 104.

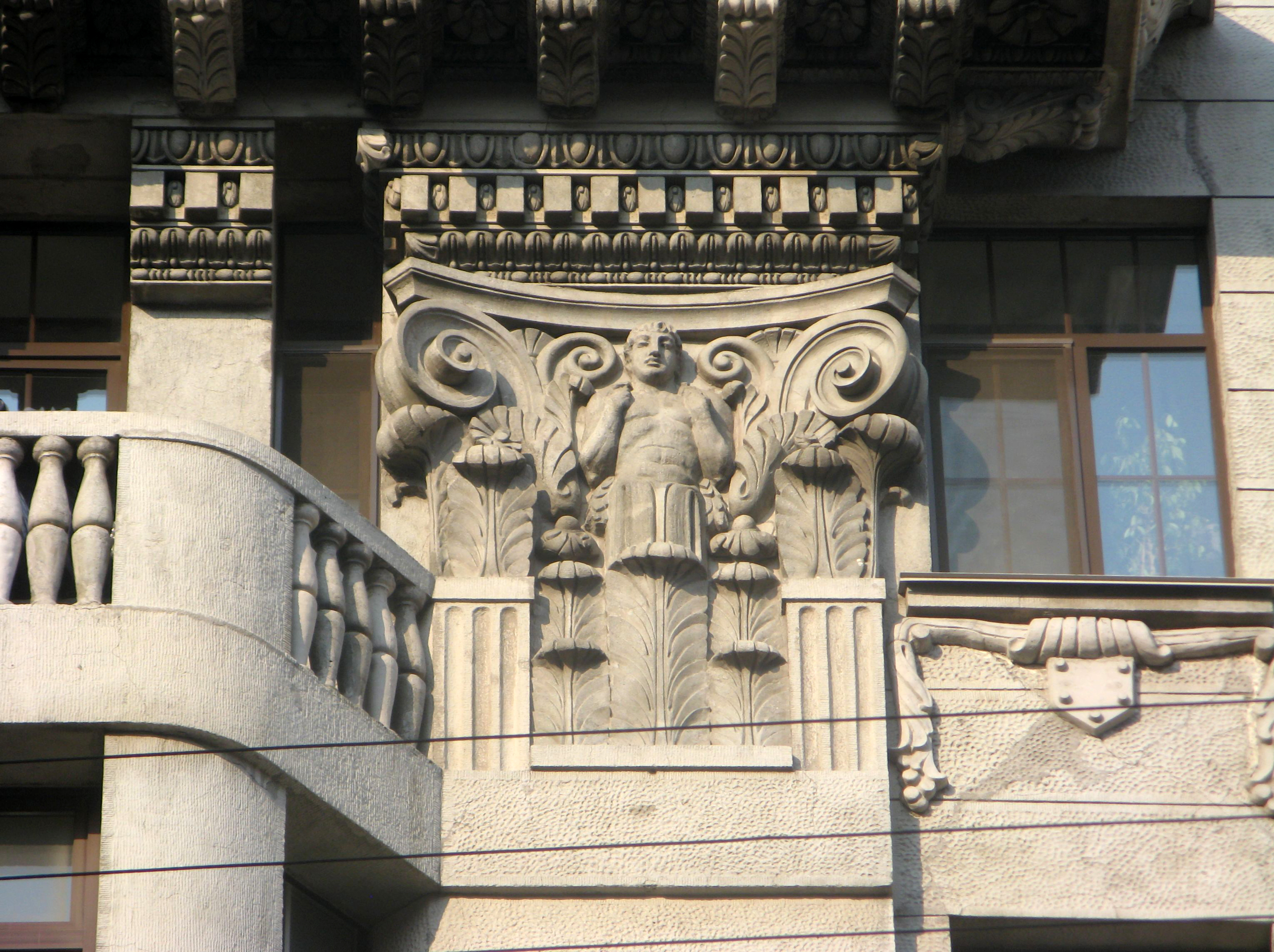
Украшение капителей

Здание построено в 1912—1914 годах А. Ф. Бубырём (который был женат на сестре Р. А. Дидерихса). Изначальный проект был выполнен в стиле позднего северного модерна, декор был реализован по рисунку Н. В. Васильева; по стилю это модернизированная неоклассика со стилизованным ордером.
Визуально дом разделен на два яруса, нижний — с рустованными пилонами, верхний, на четыре этажа — с гигантским ордером (пилястрами без энтазиса, но с композитными капителями, украшенными человеческими полуфигурами, появляющимися из листьев аканта). На фасаде расположены два эркера — иной, нежели пилястры, высоты.
В доме сохранились витражи и стеклоблоки Фальконье разной степени сохранности.